# Mesoleptus fundatus
Mesoleptus fundatus là một loài tò vò trong họ Ichneumonidae.